# یواس‌اس ماگفورد (دی‌دی-۱۰۵)
یواس‌اس ماگفورد (دی‌دی-۱۰۵) (به انگلیسی: USS Mugford (DD-105)) یک کشتی بود که طول آن ۹۵٫۸۳ متر (۳۱۴٫۴ فوت) بود. این کشتی در سال ۱۹۱۸ ساخته شد.